# Jimi Manuwa
Babajimi Abiola " Jimi " Manuwa (født 18. februar 1980)  er en amerikansk født engelsk MMA-udøver, der konkurrerer i light heavyweightdivision i Ultimate Fighting Championship. Pr.  1. maj 2019 er han #11 på den officielle UFC light heavyweight-rangliste . 

## Tidlige liv
Manuwa blev født i Californien og boede der indtil en alder af tre, da hans far flyttede familien tilbage til Nigeria.  Han flyttede til London i England i en alder af 10 år. Han kom i problemer som teenager og færdiggjorde ikke skolen. Efter at være blevet dømt for konspiration mod indbrud blev han sendt i fængsel i 2002 og kom ud i 2003. 

## MMA-karriere
Manuwa begyndte at træne MMA i 2007 efter en vægtløftningsskade, hvor han sprængte en brystmuskel. Han træner i øjeblikket på Keddles Gym med Alan Keddle og Dino Miringou og hos Nova Força BJJ med Ricardo da Silva.

### Ultimate Fighting Championship
Efter at have afslået en UFC-kontrakt et par år tidligere, underskrev Manuwa kontrakt med organisationen i juli 2012.
Manuwa fik sin UFC debut mod TUF 8-deltageren Kyle Kingsbury på UFC på Fuel TV 5, hvor han vandt i 2. omgang på TKO da ringlægen stoppede kampen.  Stoppet blev erklæret, efter at Kingsburys venstre øje var svulmet så meget op at det var blevet lukket.
Manuwa mødte Alexander Gustafsson på UFC Fight Night 37 den 8. marts 2014.  Han tabte kampen via TKO i anden omgang.   Begge deltagere blev tildelt en Fight of the Night-bonusprisen for kampen. 
Manuwa mødte Anthony Johnson den 5. september 2015 på UFC 191 .  Han tabte kampen via knockout tidligt i 2. omgang. 
Manuwa mødte Ovince Saint Preux den 8. oktober 2016 på UFC 204 .  Han vandt kampen via knockout i 2. omgang og blev tildelt en Performance of the Night-bonuspris.  
Manuwa mødte Volkan Oezdemir den 29. juli 2017 på UFC 214 . Han tabte kampen via knockout i første omgang. 
Manuwa mødte Thiago Santos den 8. december 2018 på UFC 231.  Han tabte kampen via knockout i 2. omgang. 
Manuwa mødte Aleksandar Rakić den 1. juni 2019 på UFC Fight Night 153.  Han tabte kampen via knockout på grund af et hovedspark i første omgang. 

## Privatliv
Manuwas forældre er britiske statsborgere af Yoruba- afstamning. Han blev født i Californien og tilbragte sine tidlige år i Nigeria, før han bosatte sig i London i en alder af 10 år. MTV UK lavede en dokumentar om MMA i Storbritannien, hvor Manuwa, Jack Marshman og Cory Tait blev optaget i optakten til deres kampe og den involverede træning og livsstil. 
I 2014 viste Manuwa sine tatoveringer for PETAs anti-pels "Ink Not Mink" annoncekampagne.  Jimi blev fængslet for sin rolle i et indbrud i 2002. Han blev løsladt i 2003. 

## Mesterskaber og præstationer

### MMA
- Ultimate Fighting Championship
  - Fight of the Night (2 gange) vs. Alexander Gustafsson og Jan Błachowicz
  - Performance of the Night (2 gange) vs. Ovince Saint Preux og Corey Anderson
- Ultimate Challenge MMA
  - UCMMA Light heavyweight Championship (1 gang, først)
  - Fem succesfulde titelforsvar
- MMAjunkie.com
  - 2018 Round of the Year (1. omgang) vs. Thiago Santos [23]
  - 2018 December Fight of the Month vs. Thiago Santos [24]